# Jean-Claude Rodet
Pour les articles homonymes, voir Rodet.
 (septembre 2008).
Jean-Claude Rodet, né en 1944 à Saint-Vérand (Rhône), est un auteur franco-canadien promoteur de l'agrobiologie et de certaines médecines traditionnelles.
Jean-Claude Rodet plaide pour un rendement agricole sans recours aux produits chimiques ainsi que pour une nouvelle « médecine de la nutrition », la « nutrithérapie ».

## Parcours professionnel
À partir de 1968, Jean-Claude Rodet a expérimenté des pratiques agricoles biodynamiques en France avec Raoul Lemaire.
En 1985, il fonde l'association portugaise d'agriculture biologique Agrobio.
Au Canada, il fonde en 1991 une association avec Francine Fleury et Alain Mercier, l'Institut international de recherche en homéopathie et en biothérapie (IIRHB) qui deviendra l'Institut de santé naturelle en 2008. En 1999, il crée avec sa femme, Francine Fleury, l'association canadienne Médecins aux pieds nus affiliée à celle de Jean-Pierre Willem.
Membre de la Fondation pour l'avancement de la recherche anti-âge, il est à l’origine de la rédaction du guide alimentaire L'Assiette Vitalité publié au Québec puis en France avec l’appui de la ligue française contre le cancer.
Depuis 2002, Jean-Claude Rodet est un inspecteur en agrobiologie membre de l'Independent Organic Inspectors Association.

## Publications
- (pt) Segredos para envelhecer com saúde, edição Lido e Feito/Gradiva, 2016  (ISBN 978 989-616-703-5)
- (fr) Fini les notes ! Améliorez mémoire & apprentissages par vos choix alimentaires, avec Roland Lauzon, éd. Toujours avec toi, coll. Fondation québécoise Univers Santé, 2015  (ISBN 978-2-924389-26-3).
- (fr) Les interactions médicamenteuses, avec Alina Moyon, éd. du Dauphin, 2015  (ISBN 978-2-7163-1566-1), 2e édition 2016.
- (pt) Manual pratico de Horticultura Biológica, e Leonel Pereira, Edição Saúde Actual de Luis Filipe Freitas, 2015  (ISBN 978-989-96987-3-4).
- (fr) Les sucres et les édulcorants : Faux besoins, vrais dangers, avec Roland Lauzon, éd. du Dauphin, 2015  (ISBN 978-2-7163-1555-5).
- (fr) Les sucres et édulcorants : douceurs amères !, avec Roland Lauzon, éd. Toujours avec toi, coll. Fondation québécoise Univers Santé, 2014  (ISBN 978-2-924389-06-5).
- (fr) Le lait de vache, un aliment controversé ?, avec Roland Lauzon, éd. Toujours avec toi, coll. Fondation québécoise Univers Santé, 2014  (ISBN 978-2-924389-08-9).
- (fr) Mangez santé selon votre groupe sanguin ! : groupes sanguins, profils hormonaux, avec Roland Lauzon, éd. Toujours avec toi, coll. Fondation québécoise Univers Santé, 2014  (ISBN 9782924389065).
- (pt) Manual do Caminheiro, ed. Gradiva, 2013  (ISBN 978-989-616-525-3)
- (fr) Huiles d'olives biologiques, éd. Marcel Broquet, coll. Santé bien-être, 2012  (ISBN 978-2-89726-002-6).
- (fr) Vins biologiques, éd. Marcel Broquet, coll. Santé bien-être, 2012  (ISBN 978-2-923860-94-7).
- (fr) Nutrithérapie, éd. Marcel Broquet, coll. Santé bien-être, 2012  (ISBN 978-2-923860-85-5).
- (fr) Guide de santé alimentaire, éd. Marcel Broquet, coll. Santé bien-être, 2012  (ISBN 978-2-923860-89-3).
- (fr) S'alimenter selon les âges et les saisons, éd. Marcel Broquet, coll. Santé bien-être, 2012  (ISBN 978-2-923860-93-0).
- (fr) Vertus médicinales des plantes aromatiques, éd. Marcel Broquet, coll. Santé bien-être, 2012  (ISBN 978-2-923860-91-6).
- (fr) Secrets pour vieillir en bonne santé, éd. Marcel Broquet, coll. Santé bien-être, 2012  (ISBN 978-2-923860-92-3).
- (fr) Cures et monodiètes, éd. Marcel Broquet, coll. Santé bien-être, 2012  (ISBN 978-2-923860-88-6).
- (fr) La bible du marcheur, éd. Marcel Broquet, coll. Santé bien-être, 2012  (ISBN 978-2-923860-87-9).
- (pt) Gripe e gripes, Ediçoes Luís Filipe de Freitas (Lisbonne, Portugal), 2010,  (ISBN 978-98996987-1-0).
- (fr) Quinton, le sérum de la vie, avec Maxence Layet, Éditions Le courrier du livre (Paris, France), 2008, 2009 et 2015,  (ISBN 978-2-7029-0637-8).
- (pt) Pequena Enciclopédia da Nutriterapia Familiar, Volume 1, Edição Sinais de Fogo (Lisbonne, Portugal), 2008,  (ISBN 978-989-8066-41-1).
- (pt) Pequena Enciclopédia da Nutriterapia Familiar, Volume 2, Edição Sinais de Fogo (Lisbonne, Portugal), 2008,  (ISBN 978-989-8066-23-7).
- (fr) L'Assiette vitalité : Guide alimentaire anti-âge, Ligue nationale française contre le cancer et Fondation pour l'avancement de la recherche anti-âge, Quebecor World, Montreal, Canada 2002  (ISBN 2-9806527-1-7).
- (pt) Agricultura Biológica, Uma opção inteligente, Edição Luís Filipe de Freitas (Lisbonne, Portugal), 2005,  (ISBN 972-99034-1-7).
- (pt) Guia dos alimentos vegetais, Edição Gradiva (Lisbonne, Portugal), 2003-2004-2006-2009-2015,  (ISBN 972-662-949-7) (5e édition).
- (pl) O rolnictwie biologicznym (Varsovie, Pologne), 1994,  (ISBN 83-900070-4-5).
- (fr) Les aliments biologiques, Lyon, Édition Camugli, 1982  (ISBN 2-85183-000-7)
- (fr) L'Élevage biologique, Lyon, Édition Camugli, 1979  (ISSN 0337-8012), coll. « Vous ne pouvez plus ignorer »
- (fr) L'Agriculture biologique, Lyon, Édition Camugli, 1978  (ISSN 0337-8012), coll. « Vous ne pouvez plus ignorer »